# Battaglia di Abacano
La battaglia di Abacano fu combattuta nel 393 a.C., nei pressi della città di Abacano, in Sicilia, e tra l'esercito cartaginese comandato da Magone II e quello greco comandato da Dionisio I di Siracusa. Dionisio aveva espanso la sua influenza sui territori dei Sicelioti. Dopo la sua sconfitta nell'assedio di Tauromenio, alleata di Cartagine, nel 394 a.C. Magone decise di invadere Messina. L'esercito cartaginese fu sconfitto dai Greci di Sicilia vicino alla città di Abacano e si ritirò a ovest, tra le città elime. Dionisio non attaccò i Cartaginesi ma continuò a espandere la sua influenza nell'est della Sicilia.

## La campagna cartaginese del 393 a.C.
Magone non attese l'arrivo dei rinforzi dall'Africa. Raccolse tutte le truppe disponibili in Sicilia e marciò verso Messina, che aveva scacciato i partigiani di Dionisio dopo la sconfitta a Tauromenio. Lo stesso era accaduto ad Agrigento, per questo la minaccia da quella parte era meno intensa di quella che era presente nel 396 a.C. Non si sa che cosa la marina cartaginese abbia fatto durante la campagna o quale strada Magone ho percorso per arrivare a Messina, ma l'esercito cartaginese probabilmente marciò lungo le coste dato che le terre sicule nella Sicilia centrale erano o alleate di Dionisio o sotto l'occupazione siracusana.

### La battaglia
L'esercito cartaginese raggiunse il territorio di Abacano sicuro sulla via del ritorno da Messina, e si accampò nei pressi della città, visto che i Siculi della città erano alleati cartaginesi. Non si sa dove l'esercito greco fosse di stanza al momento, ma Dionisio riuscì a intercettare Magone prima che i Cartaginesi lasciassero la zona e ci fu una battaglia. Dettagli dello scontro non si conoscono, ma i Cartaginesi furono pesantemente sconfitti: persero infatti 8000 soldati e i sopravvissuti furono costretti a rifugiarsi ad Abacano. Dionisio non si preoccupò di assediare la città ma si ritirò, permettendo così a Magone di ritornare nella Sicilia occidentale.

## Conseguenze
La sconfitta non indebolì i Cartaginesi in Sicilia, né Dionisio si affrettò ad attaccare i loro alleati subito dopo la battaglia. La tregua diede tempo a Cartagine di raccogliere un esercito e per rafforzare quello di Magone, e allo stesso tempo a Magone di sollecitare ulteriormente gli alleati siculi. I Cartaginesi scelsero di attaccare nella Sicilia centrale, dove probabilmente i Siculi si erano alleati con Dionisio; si venne alla battaglia del Crisa nel 392 a.C. e un trattato di pace tra Dionisio e Cartagine, che durerà fino al 383 a.C., quando Dionisio di nuovo attaccò i possedimenti cartaginesi in Sicilia.